# Oudfries

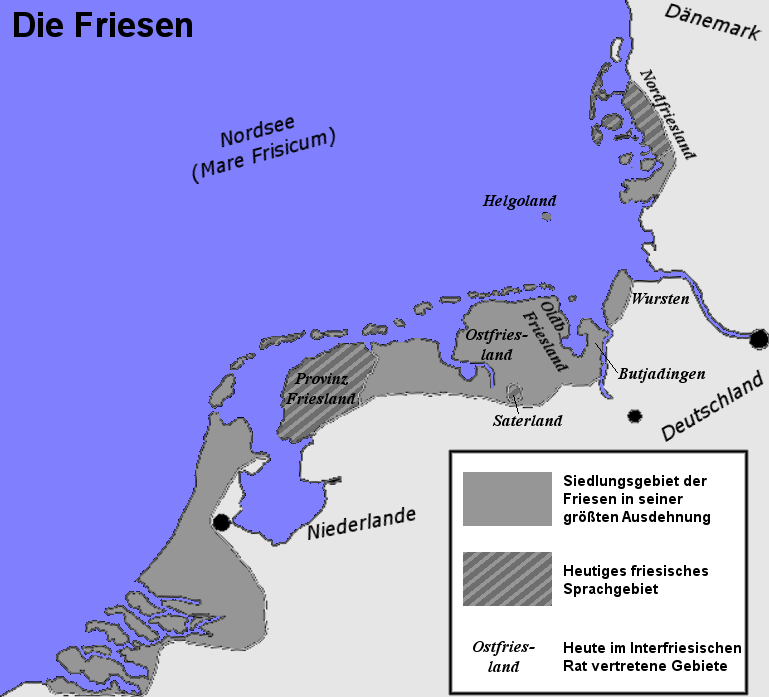
Vroegere woongebied van Friezen

Met Oudfries wordt de oudst bekende fase in de Friese taal aangeduid. De periode van pakweg de 8ste tot de 16de eeuw wordt hiermee aangeduid. Na 1575 wordt het doorgaans aangeduid als (modern) Fries. Op enkele plaatsnamen in het oude woongebied van de Friezen in het westen en noorden van Nederland na, is tot het jaar 1100 niet veel van de taal overgeleverd. Overgeleverde geschriften uit ongeveer 1100 zijn o.a. de 17 Keuren. De eerste optekening van een verzameling algemeen-Friese Keuren dateert van de eerste helft van de 11e eeuw. Er zijn wel oudere, zogenaamde Anglofriese runen bekend, maar die zijn uiterst moeilijk te interpreteren.
Het Oudfries heeft vanuit het Oudgermaans een eigen ontwikkeling meegemaakt, vergelijkbaar met andere Oudgermaanse dialecten, zoals het Angelsaksisch, het Oudsaksisch, het Oudnederlands en het Oudhoogduits. Het eigenaardige aan het Fries is dat het zijn archaïsche vormen nog tot in de Nieuwe Tijd behouden heeft, terwijl de andere West-Germaanse talen in de late Middeleeuwen langzaam hun klinkers verloren. Het Fries heeft zijn Middelfase (vgl. Middelnederlands, Middelengels, Middelnederduits, Middelhoogduits) vrijwel overgeslagen en is bijna direct in de Nieuwfriese periode beland. Overigens zijn ons van de veranderingen van Oud- naar Nieuwfries geen schriftelijke bronnen overgeleverd; de verandering vond plaats in de eeuwen na de teloorgang van de Friese vrijheid en vóór het werk van Gysbert Japicx. De schrijftaal waarvan Japicx zich bediende wordt soms enigszins misleidend Middelfries genoemd.
Een verklaring voor de abrupte overgang van het archaïsche Oudfries naar het in alle opzichten moderne Nieuwfries zou de aard van de teksten kunnen zijn. Rechtsteksten hebben een formeel karakter en werden misschien in een plechtiger taalregister uitgesproken dan communicatie over alledaagse onderwerpen. Toen het Fries zijn taak als bestuurstaal kwijtraakte, verloor het ook dit hoge register; toen er later weer een schrijftaal ontstond, was die wél gebaseerd op de gewone omgangstaal. Vergelijkbare verklaringen zijn opgesteld voor het lange bestaan van het Primitief Iers alsook voor de abrupte overgang van Oudengels naar Middelengels.

## Klankleer
- Wat klankleer betreft tonen sommige manuscripten aan dat het Oudfries nog tamelijk archaïsch was: zo worden er nog veel lange vocalen in eindpositie aangetroffen.
- Met het Oudnoords en Oudengels deelt het Oudfries het verschijnsel van diftongering in combinatie met breking: voor bepaalde medeklinkers of een combinatie daarvan werd een monoftong “gebroken” in een opgaande diftong. Oudgermaans * reχt- , “recht” werd zo “riucht” in het Oudfries met verdere accentverplaatsing naar de u. Hetzelfde valt op te merken in het Oudfries voor "vier", “fiûwer” en "fiar/fiōr".
- Net als in het Oudengels werden de Oudfriese keelklanken schuurklanken als ze werden gevolgd door palatale klinkers (klinkers die voor in de mond worden uitgesproken). Men vergelijke Oudengels “cyse” (modern Engels “cheese”) en Oudfries “zîse” (Nederlands “kaas”)
- Waarschijnlijk al in een gemeenschappelijk West-Germaanse fase deelden het Oudfries, het Oudengels en het Oudsaksisch een speciale ontwikkeling wanneer in een woord een nasaal (een neusklank) gevolgd werd door een schuurklank. In zowel het Oudfries als het Oudengels luidt het woord voor “vijf”, “fîf”. Evenzo kenden beide talen het woord “mûþ” (Oudengels) en “mûth” (Oudfries) voor Nederlands “mond”.
- In waarschijnlijk dezelfde fase vond in een groot deel van het West-Germaanse gebied de zogenaamde i-mutatie plaats: klanken die oorspronkelijk achter in de keel werden uitgesproken “verschoven” naar voren als in de volgende lettergreep een -i stond. Het Oudgermaanse * grôni- werd zo “grêne” in het Oudfries en “grên” in het Oudengels (Nederlands “groen”).

## Vormleer
Ook wat vormleer betreft vertoont het Oudfries nog archaïsche kenmerken, zoals een uitgebreid verbuigingssysteem (declinatie) van de zelfstandige naamwoorden en een uitgebreid vervoegingssysteem (conjugatie) van de werkwoorden.
Zo luidt de declinatie van bijvoorbeeld “dag” als volgt:
| Naamval      | Enkelvoud | Meervoud    |
| ------------ | --------- | ----------- |
| 1 Nominatief | dei/dî    | degar       |
| 2 Genitief   | deis/dîs  | dega        |
| 3 Datief     | dei/dî    | degum/degem |
| 4 Accusatief | dei/dî    | degar       |

## Overgeleverde teksten
De in het Oudfries bewaard gebleven bronnen zijn met name rechtsteksten. Zij zijn voornamelijk overgeleverd in zestien codices en één gedrukt boek:
Tussen Lauwers en Wezer:
- Eerste Riustringer Codex (R1)
- Tweede Riustringer Codex (R2)
- Eerste Brookmeer Handschrift (B1)
- Tweede Brookmeer Handschrift (B2)
- Eerste Emsinger Handschrift (E1)
- Tweede Emsinger Handschrift (E2)
- Derde Emsinger Handschrift (E3)
- Fivelgoër Handschrift (F)
- Eerste Hunsinger Codex (H1)
- Tweede Hunsinger Codex (H2)

Westerlauwers Friesland:
- Codex Unia (U)
- Jus Municipale Frisonum (J)
- Codex  Aysma (A)
- Codex Roorda (Ro)
- Codex Parisiensis (P)
- Codex Furmerius (Fs)
- Druk (D)

## Tekstvoorbeelden
Uit het Fivelgoer Recht, in het Oudfries, Fries en Nederlands:
1. Hueth is riucht? List ende kenst riuchtis ande godis. 'Riuchtes', thet queth rethelika thinga ande riuchtelika thinga, alsa bithiut hit thi paws.
Wat is rjocht? Wittenskip en kennis fan it rjocht en it goede. 'Fan it rjocht', dat betsjut reedlike dingen en rjochterlike dingen, sa tsjut de de paus it
Wat is recht? Wetenschap en kennis van het recht en het goede. 'Van het recht', dat betekent verstandige dingen en rechtvaardige dingen, alzo duidt de paus het.
2. Hwet queth thet wird 'godis'? Nethelikera thinga and erlikera thinga, sprecht thi kaiser.
Wat betsjut it wurd 'fan it goede'? Nuttige dingen en earlike dingen, sprekt de keizer.
Wat betekent het woord 'van het goede'? Nuttige dingen en eerlijke dingen, spreekt de keizer.
3. Hv monich riucht ister? Twa, en godelic ende en manslic; thet erste is thi onbern, thet other scoltu lernia; thet en hath naturalis, thet other ciuilis.
Hoemannich rjochten binne der? Twa, in godlik en in minsklik; dat earste is dy oanberne, dat oare silsto leare moatte; dat iene hjit naturalis, dat oare civilis.
Hoeveel rechten zijn er? Twee, een goddelijk en een menselijk recht; het eerste is je aangeboren, het tweede moet je leren; het ene heet naturalis, het andere civilis.